# Real Academia de Samba
SERC Real Academia de Samba foi uma escola de samba do carnaval de Porto Alegre, Rio Grande do Sul.

## História
A Real Academia de Samba foi fundada em 20 de fevereiro de 1970. Depois de um longo período licenciada do carnaval retomou as atividades no ano de 1996. A entidade nunca venceu o grupo especial do carnaval de Porto Alegre. Em 2008 a escola solicitou o afastamento dos desfiles.

## Carnavais
| Ano                                 | Colocação    | Grupo           | Enredo                                                                        | Ref.              |
| ----------------------------------- | ------------ | --------------- | ----------------------------------------------------------------------------- | ----------------- |
| 1973                                |              |                 | A grande festa imperial.                                                      | [ 2 ]             |
| 1974                                | Não desfilou |                 |                                                                               | [ 2 ]             |
| 1975                                |              |                 | Lady My Lady.                                                                 | [ 2 ]             |
| 1976                                |              |                 | O poeta Castro Alves.                                                         | [ 2 ]             |
| 1977                                |              |                 | Caçador de esmeraldas.                                                        | [ 2 ]             |
| Sem desfile oficial de 1978 a 1995. |              |                 |                                                                               |                   |
| 1996                                | Vice-campeã  | Acesso          |                                                                               |                   |
| 1997                                |              | Acesso          | As viagens maravilhosas do pensamento.                                        | [ 3 ]             |
| 1998                                | Campeã       | Intermediário B | No esplendor da Avenida, A Academia dá a Real.                                | [ 3 ] [ 5 ]       |
| 1999                                | 4.º lugar    | Intermediário A | Na Real, O Fruto virou Samba.                                                 | [ 3 ]             |
| 2000                                | 3.º lugar    | Intermediário A | Dos quatro em versos eu canto. Nesta festa a Real é meu encanto.              | [ 1 ] [ 6 ] [ 7 ] |
| 2001                                | 4.º lugar    | Intermediário A | A Real vai além... Muito além da imaginação.                                  | [ 8 ]             |
| 2002                                | 4.º lugar    | Intermediário A | Entre seres iluminados e cabeças coroadas, minha coroa é Real.                | [ 9 ]             |
| 2003                                | 3.º lugar    | Intermediário A | Na Real ao sabor do vento, voar, sambar, brincar.                             | [ 10 ]            |
| 2004                                | 4.º lugar    | A               | De Bará a Santo Antônio, a Real traz muito Axé e estória à contar.            | [ 11 ]            |
| 2005                                | 6.º lugar    | A               | A Real canta e encanta as glórias da Sociedade Ginástica Navegantes São João. | [ 2 ]             |
| 2006                                | 7.º lugar    | A               | No reino da simpatia sou Zequinha e Real Academia.                            | [ 12 ]            |
| 2007                                | 6.º lugar    | Acesso          | No esplendor da Avenida, A Academia dá a Real. (Reedição de 1998)             | [ 13 ]            |

## Título
- Grupo 1B: 1998[14]